# ローバー・グループ
ローバー・グループ (The Rover Group plc) は、かつて存在した英国の自動車会社。1975年に半官半民化されたブリティッシュ・レイランドが、1986年に完全国営化された際にこの社名に変更となった。当初はオースチン・ローバー・グループ（オースチン、ローバー、ミニ、MGのブランドを含む）、ランドローバー・グループ、フライト・ローバー・バン、レイランド・トラックから構成された。
ローバー・グループは1988年から1994年までブリティッシュ・エアロスペース（BAe）が所有し、1994年にBMWに売却された。2000年3月、BMWはローバー・グループを売却する旨を発表した。ランドローバーはフォードの傘下に入った。ローバーとMGは、より規模の小さいMGローバーとして2005年まで存続した。ローバー・グループが所有していたブランドは現在BMW（ドイツ）、上海汽車（中国）、タタ・グループ（インド）がそれぞれ所有している。上海汽車は現在MGブランドで車を生産している。MGモーターUK mg.co.uk （上海汽車の子会社）は、かつてのローバー・グループのロングブリッジ工場でイギリス国内向けのMG車の組み立てを行っている。同工場ではMG6とMG3（イギリス国内のディーラーネットワーク50の販売店で販売される）が組み立てられる。

## 歴史
ローバー・グループは1986年にBL社がその名を変更した物である。当時の首相マーガレット・サッチャーがカナダ人のグラハム・デイをBLの社長およびマネージングディレクターに指名し、改名はその直後に行われた。
ローバー・グループはBLから商用車部門と、物流会社のユニパートを分割した後、オースチン・ローバー・グループとランドローバー・グループが統合して形成された。グループは1988年にブリティッシュ・エアロスペース（BAe）に1億5000万ポンドで売却、民営化された。BAeはデイをCEO兼会長として据え置き、ローバー・カーズのケヴィン・モーレイをマネージングディレクターに任命した。グループは1989年にローバー・グループ・ホーディングス・リミテッドと再び改名、乗用車生産部門をオースチン・ローバー・グループ・リミテッド（省略形はローバー・グループ・リミテッド）とした。
1994年1月31日、BAeは保有する株式の80%をドイツの自動車メーカー、BMWに8億ポンドで売却した。（この買収に関しては、議会下院で騒動となった。）1996年には社名がBMW (UK) ホールディングス・リミテッドと再び変更された。20%の株式を保有していた日本の自動車メーカー、ホンダは1980年以来続けていたBL/ローバーとの提携を取りやめ、1ヶ月後には保有する株式をBMWに売却した。しかしながら、共同で開発したローバー・200、400、600、800の製造に関わるライセンス契約はそのままにされた。
BMWは何百万ポンドもの投資を行ったが、利益を得ることはできなかった。ローバーの倒産によって、BMWは150億マルクを損失したと見積もられた。2000年3月にBMWはローバー・グループの売却計画を発表した。2ヶ月以内にグループの大半は売却された。

### その後
ランドローバー部門はローバーから分割され、フォード・モーターに売却された。そして、プレミアム・オートモーティヴ・グループの一員となり、最終的には1984年にブリティッシュ・レイランドから独立したジャガーと統合された。他部門はアルケミー・パートナーズとフェニックス・コンソーシアムによる入札の後、生産部門の中心部分といくつかのブランド（MGなど）はフェニックス・コンソーシアムが落札した。MGローバーは規模が縮小されたものの、ロングブリッジでの生産を継続した。生産車種の中には41年間生産が続けられたミニも含まれ、最後の生産もロングブリッジで行われた。
MGローバーとして取引が行われたにもかかわらず、新会社の重要モデルはBMWからのライセンスが行われた。ローバー・グループによってロングブリッジで開発されたミニの商標は、ライレーやトライアンフといった商標や、旧ローバーの商標（メトロ、マキシ）と共にBMWによって戦略的に保持された。これらの商標はスポーツサルーンカーメーカーの遺産、またはミニの遺産で関連すると思われている。
財政危機および上海汽車による買収または投資のための会談が2005年前半に失敗した後、MGローバー・グループは財産管理状態になった。清算後、上海汽車はオースチン、モーリス、ウーズレーのブランドと共にローバー・75プラットフォームの意匠権を購入した。南京汽車はMGブランドに対する権利を購入した。2007年12月に南京汽車と上海汽車は合併を発表し、それによってかつてローバー・グループを形成したブランドのいくつかは再結合した。
BMWはローバーのブランドを上海汽車に売ることに同意していたが、それにもかかわらずフォードは高級サルーンのブランドの権利を獲得した。フォードがジャガー、ランドローバーをインドのタタ・モーターズに売却し、歴史のあるデイムラー、ランチェスター、ローバーブランドの権利もタタに移った。
MGローバーの倒産から3年以上経った2008年8月、閉鎖されていたロングブリッジの生産施設はヨーロッパ市場向けのMG TFロードスターを生産するため再開された。このMGTF・LE500は500台の限定生産であった。TFは2010年まで小数の生産と販売が続けられた。
上海汽車は2007年に南京汽車と合併した。MGモーターUKは2011年に16年ぶりの新型MG、MG6の生産を始めた。2013年には新たにMG3が生産ラインナップに加わった。これは2013年夏に生産が始まり、これによってMGモーターは2014年にイギリスの中で最も成長の早い自動車メーカーとなった。2015年春には新型MG6が発表され、翌年には新型SUVの計画が発表された。

### 年表
- 1986: BL (BL plc) がローバー・グループ (The Rover Group plc) と改名する。
- 1986: 10年間続いたローバー・SD1の生産が終了し、新型のローバー・800 - ホンダとの合弁の結果になる、ホンダ・レジェンドのローバー版 - に置き換えられた。
- 1987: レイランドのトラック部門（フライト・ローバー・バンを含む）はDAFと合併、DAF NVとして独立。（注：DAF NVは1993年に破産宣告した後、3つの会社に分かれた。イギリスでのバン生産はLDV、オランダでの活動はDAFトラックとして再開、イギリスでのトラック生産はレイランド・トラックとして再開された。DAFトラック、レイランド・トラックの両者は後にアメリカのパッカーによって買収された）
- 1987: レイランド・バスが独立する。1988年にボルボ・バスによって買収される。
- 1987: 予備部品部門のユニパートはマネジメント・バイアウトを通して売却された。
- 1988: ローバー・グループの民営化、ブリティッシュ・エアロスペースへの売却。
- 1989: 一般車の生産部門、「オースチン・ローバー・グループ・リミテッド」は名称を短縮して「ローバー・グループ・リミテッド」とし、オースチンのブランドを2年早めて無くすことにした。
- 1989: 新型のローバー・200が発売。4ドアサルーンは廃止され、3ドアおよび5ドアのハッチバックのみとなった。これはホンダ・コンチェルトとしても販売された。この結果、マエストロおよびモンテゴの生産は縮小された。
- 1990: ローバー・400 - ローバー・200のサルーン・バージョン - が発売。これはメトロの大幅なアップデート版であった。特徴は現代化されたボディのスタイリング、改善された内装および搭載エンジンのバラエティ化にあった。
- 1991: ローバー・800のマイナーチェンジ、フェイスリフト。
- 1992: ローバー・200のコンバーチブルおよびクーペが発売される。
- 1993: ローバー・600の発表。ホンダ・アコードをベースとして独自のデザインの車体にホンダおよびローバー製のそれぞれのエンジンを搭載したモデルが存在した。
- 1994: 1月31日 - ブリティッシュ・エアロスペースは保有するローバー・グループの株式の80%をBMWに売却すると発表[5]。
- 1994: 2月21日 - ホンダはローバーのサプライチェーンで大きな問題を引き起こしている、保有するローバー・グループの株式の20%を売却すると発表[5]。
- 1994: ローバー・400のエステート・バージョンが発売。また、メトロがローバー・100と改名され、14年間続いた名称は消滅した。マエストロ、モンテゴの生産も終了した。
- 1995: 新型ローバー・200、ローバー・400が発売。旧型とは全く異なる車となった。ローバー・400は、ホンダとの協業が1年以上前に終了しているにもかかわらず、最新型のホンダ・シビックに手を入れた、高級志向バージョンであった。新型のMG・Fが発売。MGの名称が量産車に付けられたのは1980年以来のことである。
- 1998: ローバー・600およびローバー・800の後継としてローバー・75が発売される。
- 1999: ローバー・200およびローバー・400はフェイスリフトが行われ、ローバー・25およびローバー・45として改名された。
- 2000: ランドローバーはBMWによってフォードに売却された。
- 2000: 新型ミニがBMWより発売。カウリー工場で組み立てが行われた。
- 2000: BMWはローバー・グループを分割、ローバー部門をフェニックス・コンソーシアムに10ポンドで売却、MGローバーが設立された[10]。

## 生産車種

### ローバー・800 シリーズ

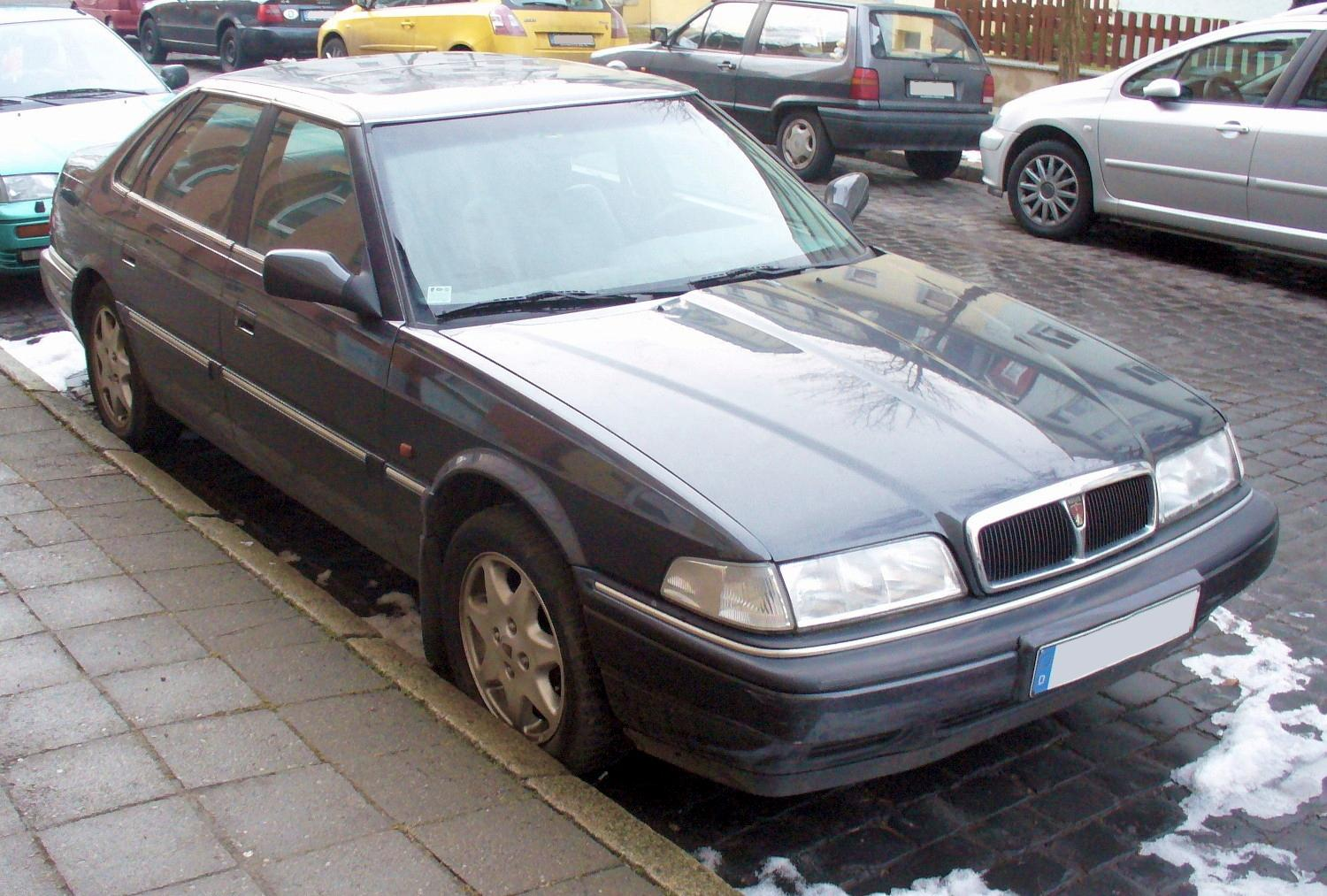
ローバー・820

BLがローバー・グループに改名した直後にローバー・800は発売された。これはホンダと共に開発が行われた（ベースモデルはホンダ・レジェンド）。高級車市場で好調な販売を記録し、1991年にフェイスリフトが行われ、翌年にはクーペバージョンが投入された。しかしながら、1992年のマイナーチェンジ後は販売が滞った。ローバーのフラッグシップの役割は600が演じることとなった。800シリーズは1996年に再びアップデートが行われ、クロムと銀のグリルによる装飾が施された。1998年に生産が終了した。

### ローバー・200 シリーズ

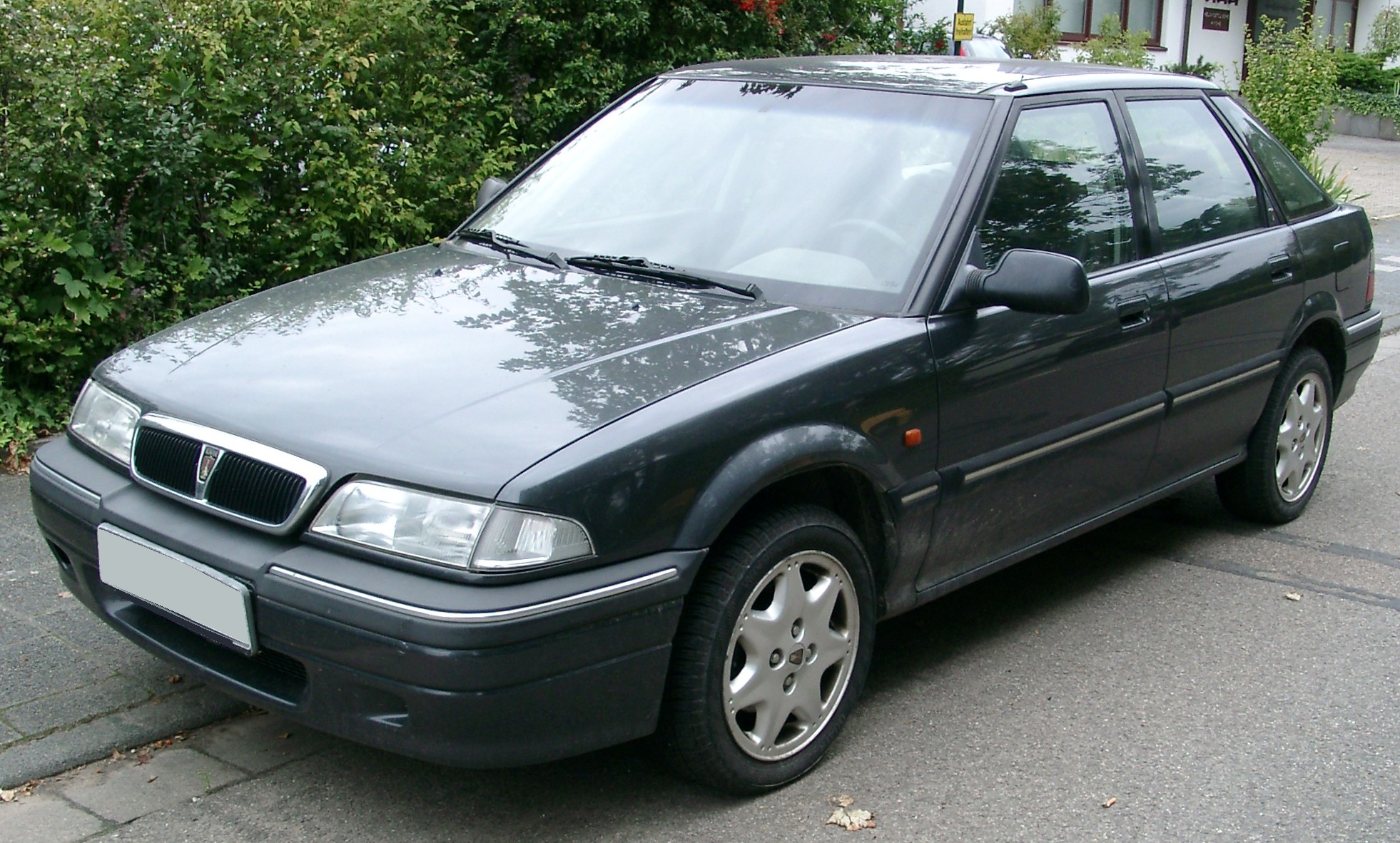
ローバー・200 (1989-1994)

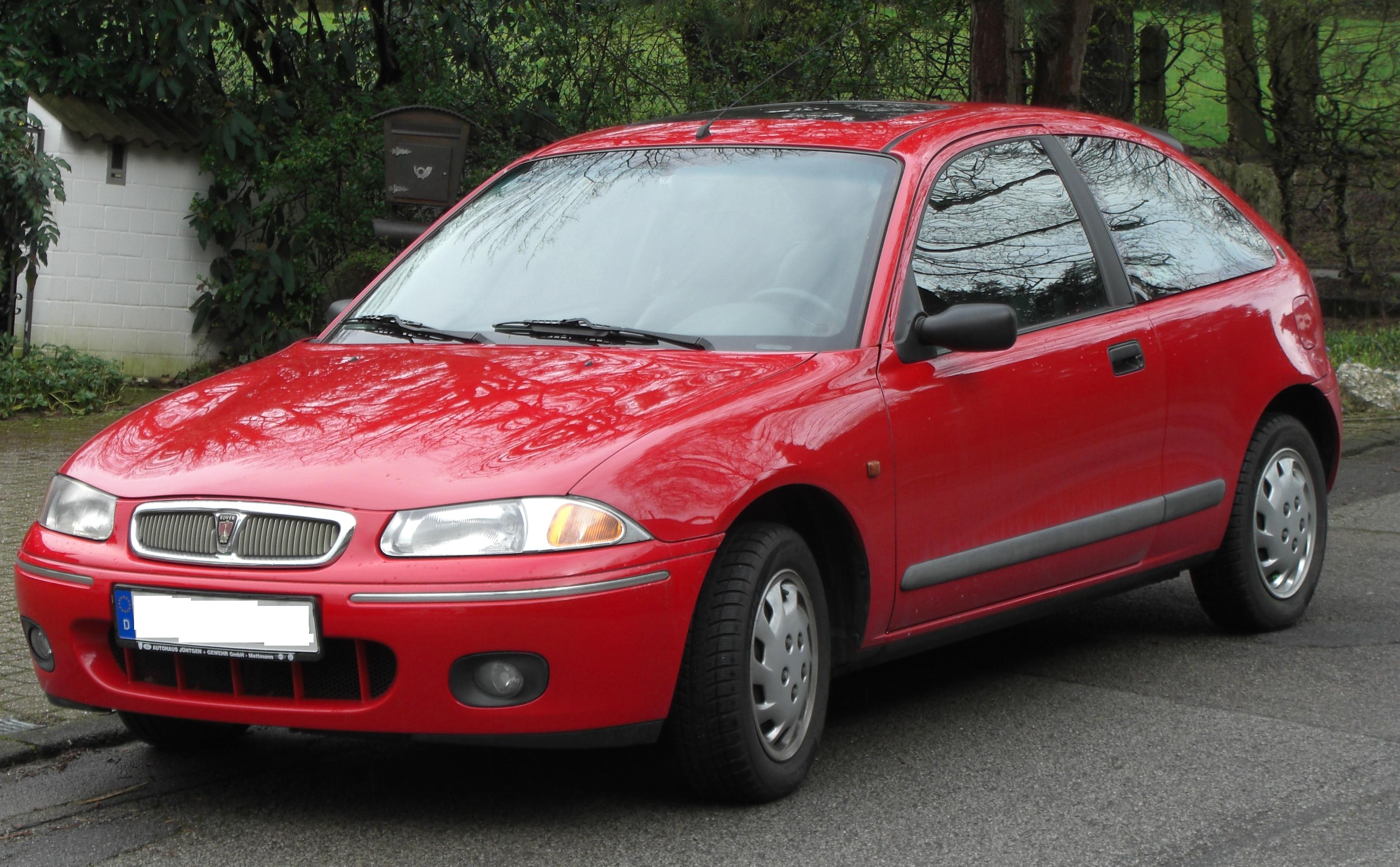
ローバー・200 (1995-1999)

ローバー・グループの最初の重要な新車はローバー・200であり、1989年10月に発表された。前作とは異なり、4ドアサルーンを廃止して3ドアまたは5ドアのハッチバックのみとなった。搭載エンジンは16バルブのKシリーズガソリンエンジンの新ラインナップで、1.9リッターディーゼルおよび1.8リッターターボディーゼルエンジンを搭載したプジョー・405がライバルであった。新型ローバー・200は先代より好調な販売を記録した。同クラスの車種として販売されていたマエストロはモデル末期で1994年に生産を終了したが、それに代わるより高級志向の車種としてローバー・200は発表された。後にはクーペおよびカブリオレも発売された。これらは全て1995年型モデルでも設定され、1999年にローバー・25としてモデルチェンジされた。1989年型ローバー・200はそのモデルライフを通じて好調な販売を続け、続く1995年型も同様に好調を記録した。しかしながら、生産最終年度の1999年には売り上げの低下に見舞われた。これらの好調は同時代のライバル車であるフォード・エスコートやボクスホール・アストラほど高くは無かった。ローバー・200は1988年以来ホンダ・コンチェルトと共にロングブリッジ工場で組み立てられた。コンチェルトはより高級志向の車種として生産されたが、売れ行きはそれほど伸びなかった。

### ローバー・400 シリーズ

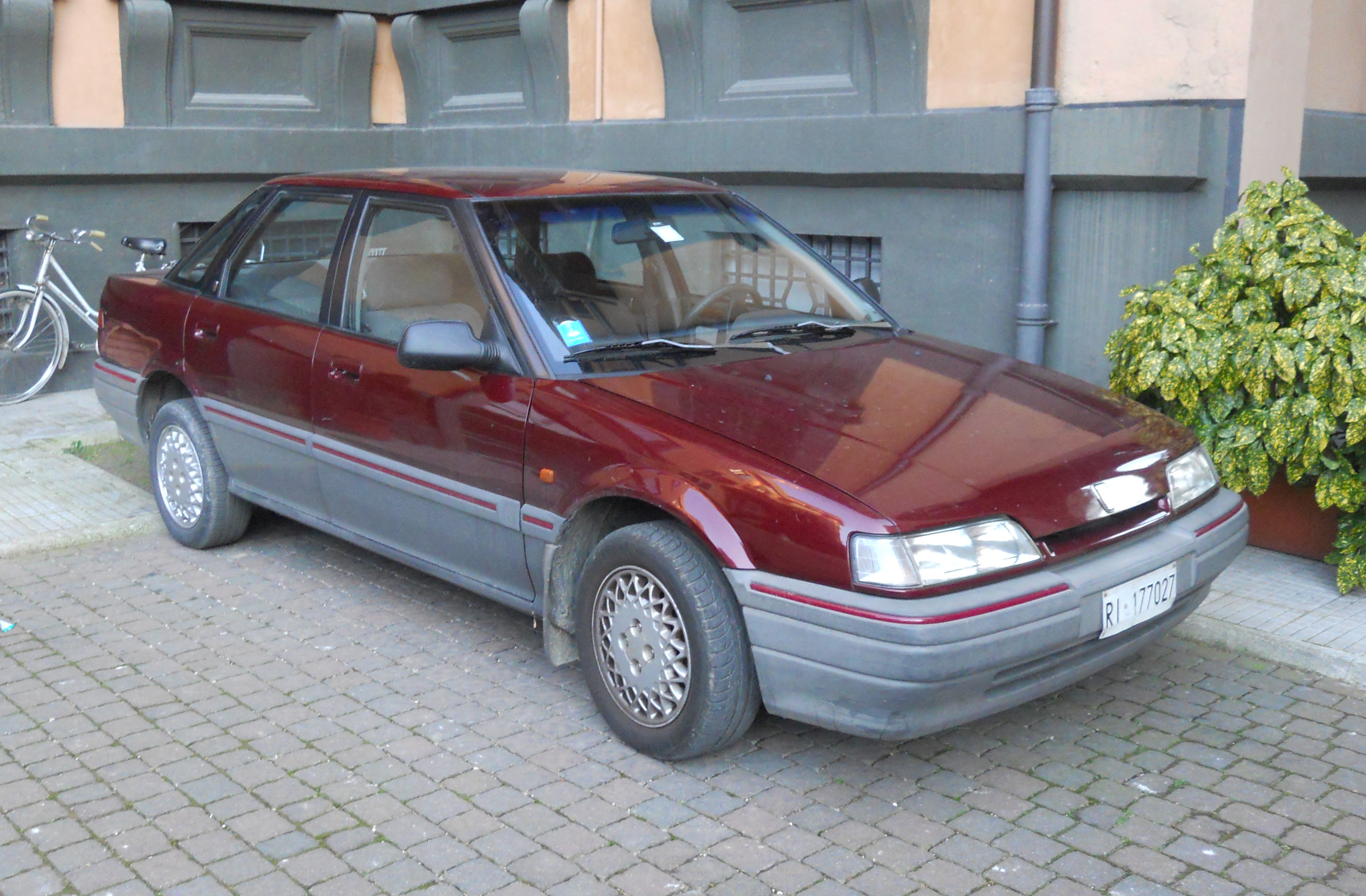
ローバー・400 (1989-1994)

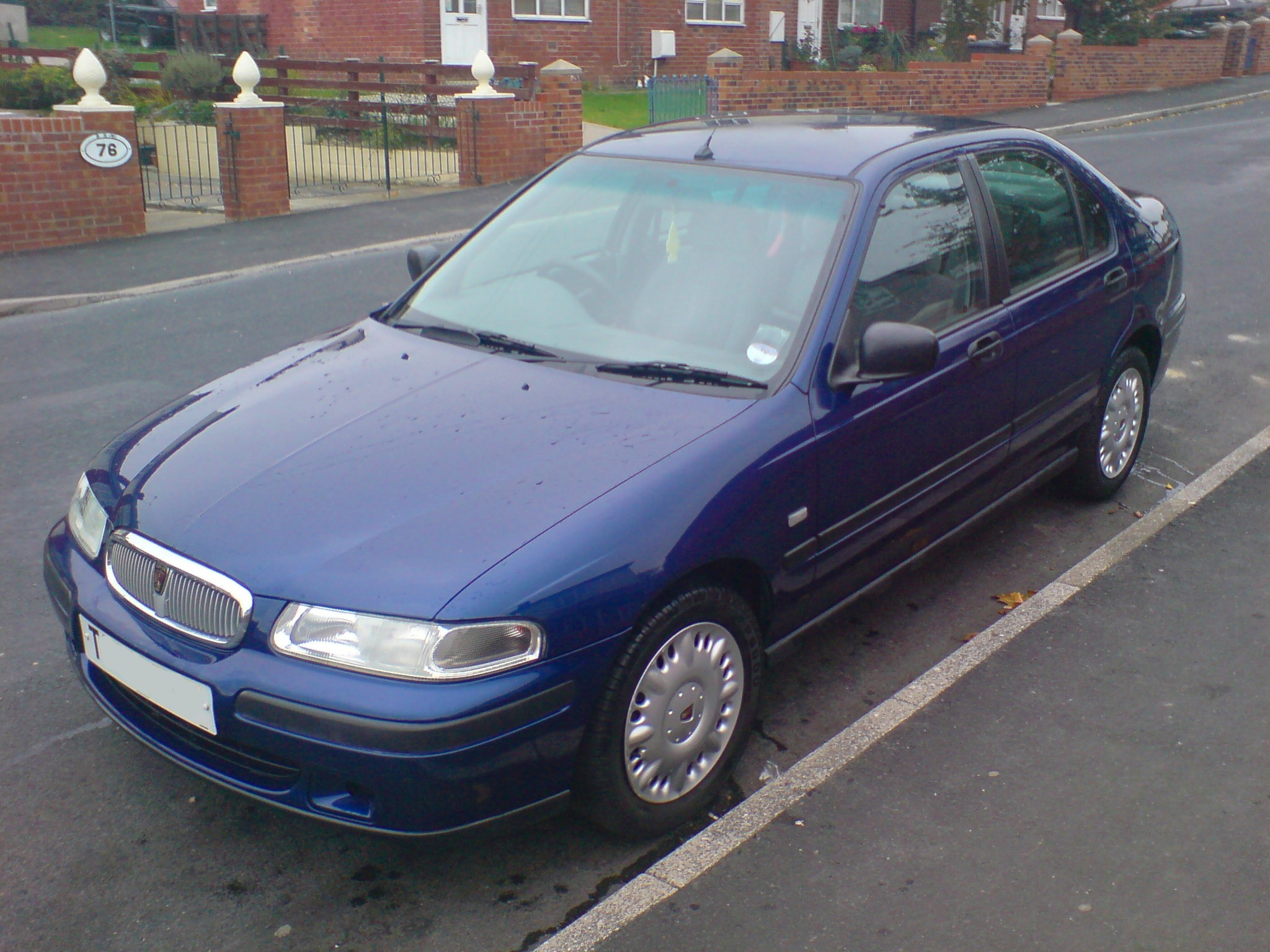
ローバー・400 (1995-1999)

1990年初めにローバーはローバー・400シリーズを発表した。400は基本的に200ハッチバックの4ドア・バージョンであったが、全長は伸ばされより多くの収容スペースを提供した。それはフォード・シエラやボクスホール・キャバリエの対抗車種として販売されたが、これらの車の成功に並ぶことはできなかった。400エステートは1994年に発表され、翌年に発表されたホンダ・シビックベースの新型でも設定された。1995年型ローバー・400は他の大型ファミリーカーの後継に比べて、サイズが下のカテゴリーに近く内部スペースの相対的な不足にもかかわらず、しっかりした作りで印象的な内装を提供し好評を博した。1999年にはフェイスリフトによる大型マイナーチェンジが行われ、ローバー・45と改名された。同時に400で設定されたエステートは廃止された。

### ローバー・メトロ/ローバー・100

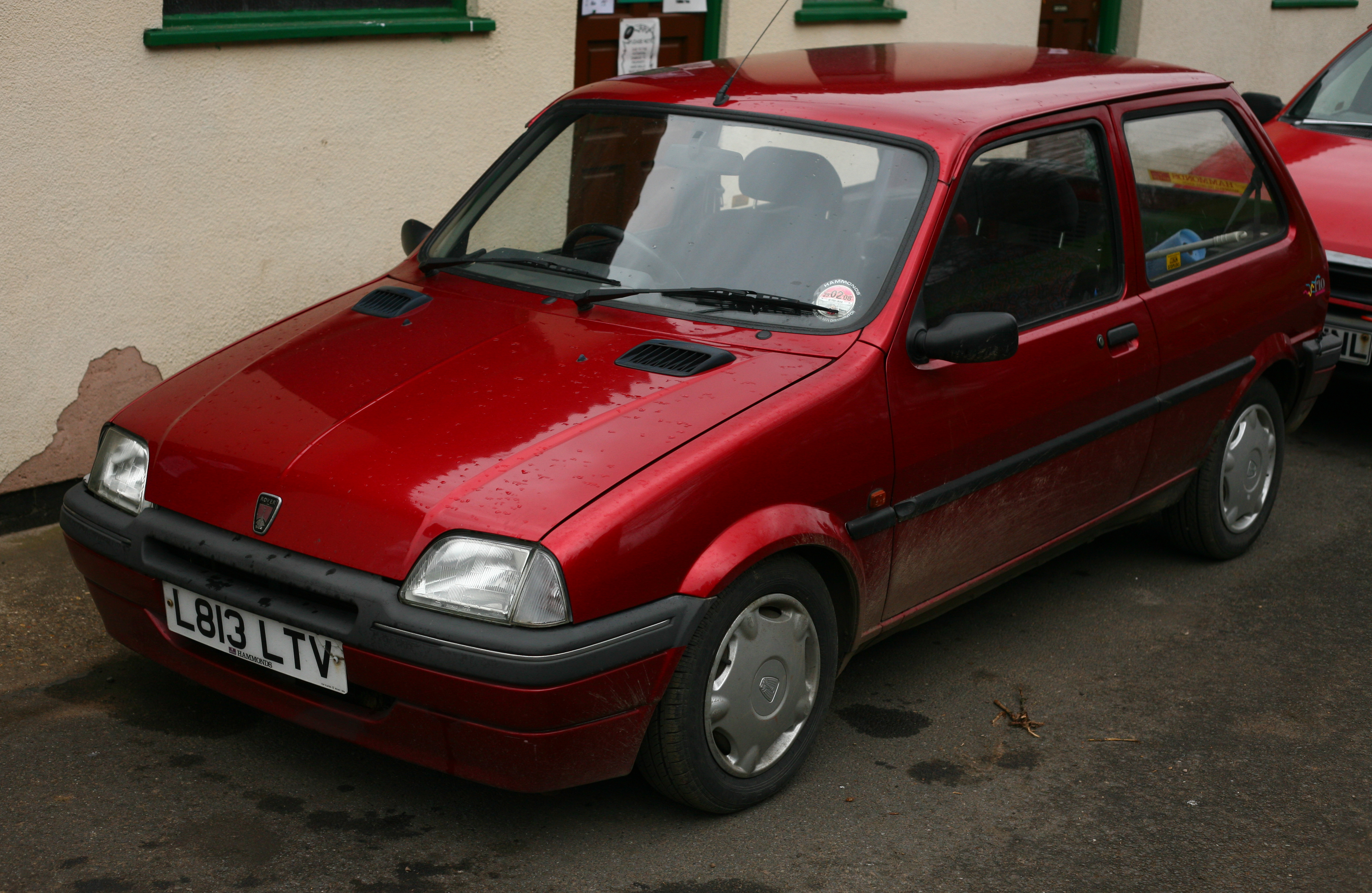
ローバー・メトロ (1990-1994)

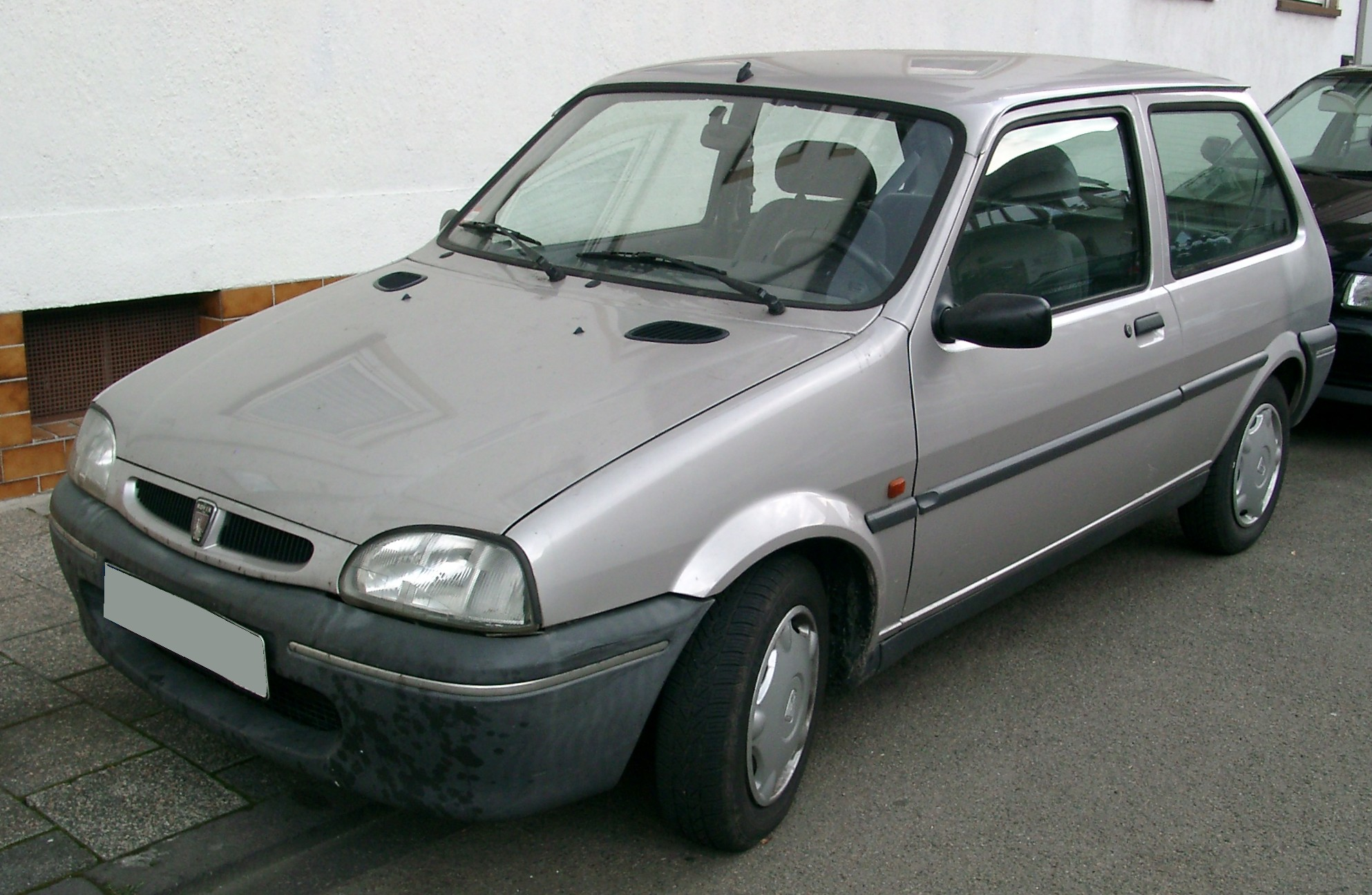
ローバー・100 (1995-1997)

1990年5月にローバーは古いメトロのフルモデルチェンジを行い、内外装の変更と新型1.1リッターおよび1.4リッターKシリーズガソリンエンジンを導入した。新型メトロは当時の小型車で最高の標準性能を誇った。そして、1994年に新型のローバー・100（本質的には初代デザインのもう一つの改良版）にモデルチェンジするまで好調な売れ行きを記録した。ローバー・100は3年間生産が続けられ好調に売れ続けたが、1998年の衝突試験で惨憺たる結果を記録し、需要が劇的に低下した。ローバー・100の生産が終了したことで、ブリティッシュ・レイランド時代のデザインは消滅することとなった。

### ローバー・600 シリーズ

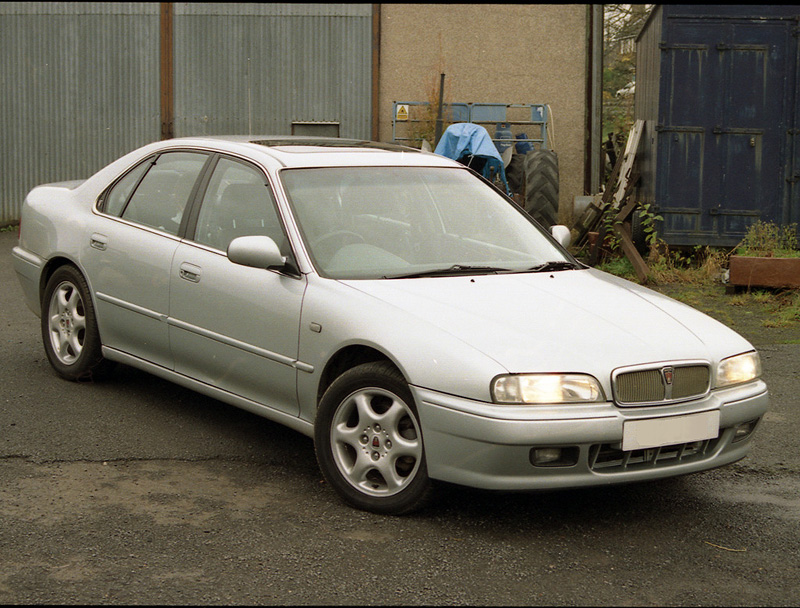
ローバー・620ti

ローバーは1993年3月に600シリーズで高級小型車市場に参入した。ホンダ・アコードをベースにした600は4ドアサルーンとして発売され、ホンダ製およびローバー製エンジンを搭載（ホンダはローバー製ディーゼルエンジンをヨーロッパで販売するアコードに搭載した）、より高級な内装が採用された。600は高級小型車市場で好評を博したが、ライバルと言えるBMW・3シリーズに対抗することはできなかった。これはある程度下の価格設定と、（ローバー・グループのオーナーである）BMWが600シリーズにおいた典型的な規制、下のカテゴリーで販売されるホンダ・アコードとの非常に密接な関係によるものであった。

### マエストロ/モンテゴ
詳細は「オースチン・マエストロ」「オースチン・モンテゴ」を参照

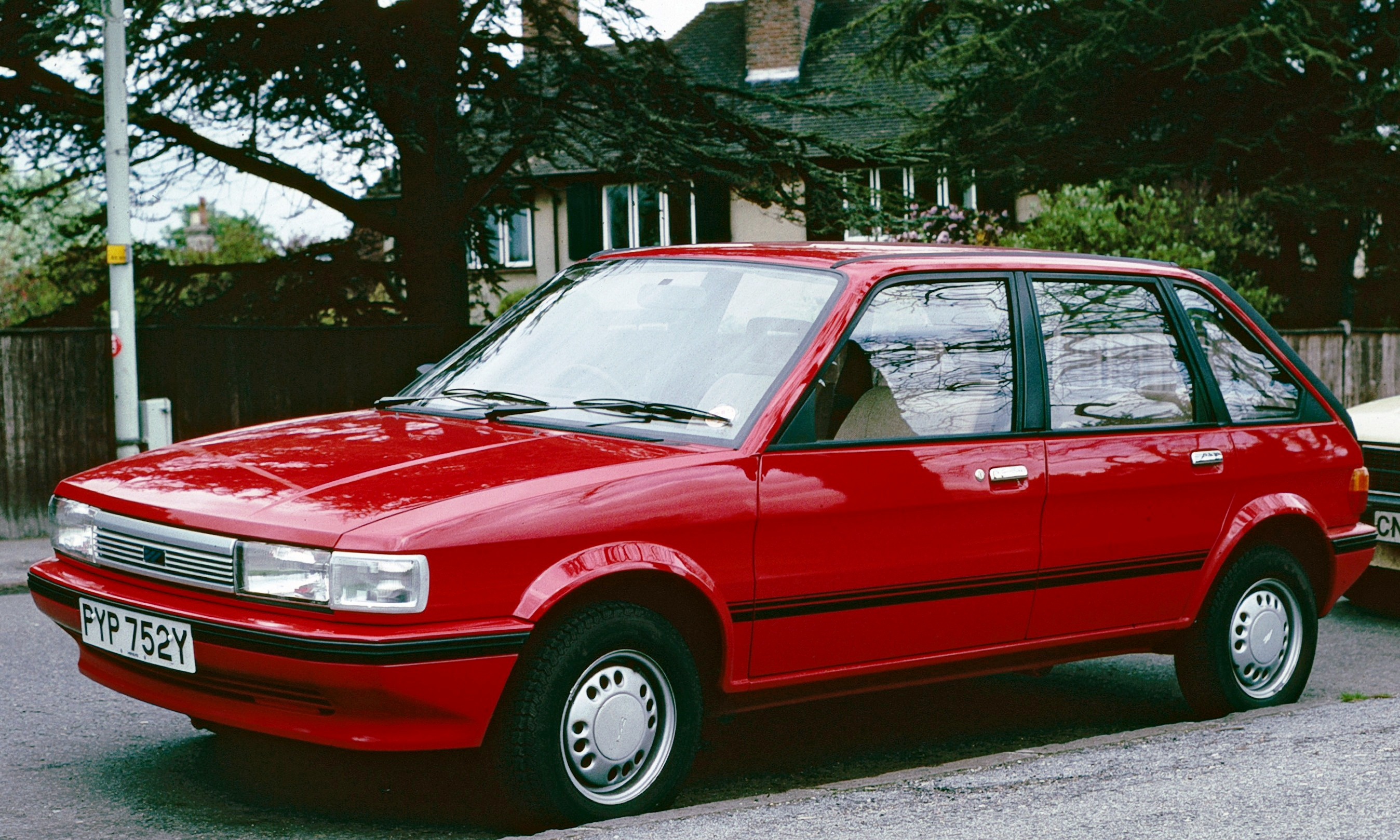
1983年 初期型マエストロ

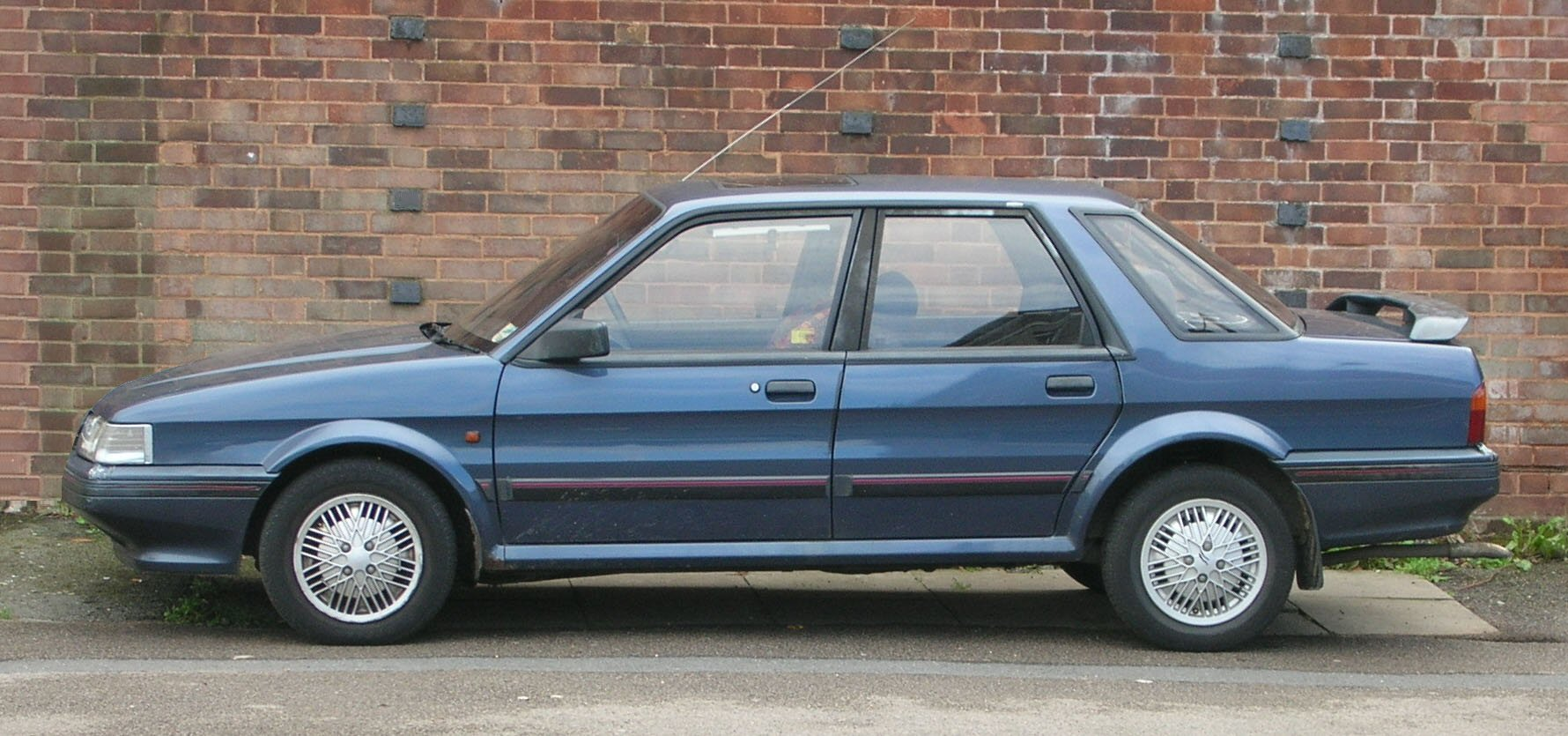
1990年 フェイスリフト後のモンテゴ

大きなモデルチェンジとローバーの名を与えられたメトロと違って、古いオースチンから引き継がれたこの2車種は市場における競争力がますます低下し、単に市場の予算の終了に対応するために生産が維持された。新しくローバーのバッジが付けられたモデルはフォードやGM（ボクスホール/オペル）のライバル車種と比較して、更に高級志向となった。MGと高性能化されたバージョンは、より高級なローバーと重ならないようマエストロ/モンテゴのレンジから下げられた。両車種とも1988年以降オースチンのバッジが外れ、単にモデル名でのみ呼ばれていた。モンテゴは1989年モデルで改訂が行われたが、マエストロは1992年にモンテゴの新しいダッシュボードが導入されるまで変更は行われなかった。両モデルとも1995年に生産が終了し、ホンダ・シビックをベースとしたローバー・400が代わって導入された。

### ランドローバー
ランドローバーのモデル範囲は1980年代後半に劇的に拡大した。90/110は、外観はシリーズIIIのマイナーチェンジであったがドライブトレーンが大幅に近代化され、厳しかった売り上げは改善し始めた。レンジローバーは、より高級な器材が装着され、モデル投入以来初のオートマチックトランスミッションやディーゼルエンジンのオプションを投入し高級車として方向転換した後、好調に売り上げが増加した。成功した4x4のディスカバリーシリーズは1989年に投入され、18ヶ月にわたってヨーロッパにおける4x4車の売り上げ首位を記録した。ディスカバリーと共にデビューした先進的なディーゼルエンジンはすぐに同レンジの他モデルにも採用された。ランドローバーはこの期間に生産活動の合理化を行い、サテライト工場を廃止し、モデル間での部品共有を進めた。車軸、トランスミッションそしてエンジンは全て共有され、ディスカバリーはレンジローバーと同じシャシーおよび多くのボディパネルを使用した。90/110は1990年に新しいディーゼルエンジンが採用され、ディフェンダーと改名された。フルモデルチェンジしたレンジローバーは1994年にデビューし、改良型のディスカバリーと共に高い売り上げを記録した。4番目のモデル、小型SUVのフリーランダーは1998年にデビューし、ディスカバリーに代わってヨーロッパにおける4x4車のベストセラーとなった。

### MG
MGのバッジエンジニアリング（1982年にオースチン・ローバーが初めて行った）は、マエストロやモンテゴでの若干の合理的成功にもかかわらず1991年に終了した。（MG・メトロは1990年のフェイスリフト後に生産中止となった）MGのバッジは1992年にRV8（MGBの近代化バージョン。レンジローバーの3.9リッターV8エンジンを搭載したが、同時代のライバルカーに比べて現代化の改良に欠けたモデルであった）の生産によって復活した。これは初期のMGのスポーツカーのような販売を記録することは無く、1995年に生産終了した。
MGスポーツカーの「本当の」再生は1995年のことであった。この年、MGFが発表された。これは1.8リッター16バルブエンジンをミッドシップに搭載し、特徴的なスタイルと優れた操縦性で乗り手は衝撃を受けた。それは、幾人かのオーナーが精彩を欠いた組み立て品質と信頼性に対して失望したにもかかわらず、1990年代末におけるロードスター・ルネッサンスでの大きな成功であった。

## スポンサー活動
ローバー・グループは1990年代初期から中頃にかけてスコットランドのサッカーチーム、ダンディー・ユナイテッドFCのスポンサーであった。チームはこの間の1994年にスコティッシュカップを獲得している。

## 参照
1. 1 2  Hansard: "Rover Group (Privatisation)" debate, 29 Mar 1988
2. ↑  Adams, Keith (2008年9月20日). “The 1980s: A decade of lost opportunities”. AROnline. 2010年7月26日閲覧。
3. ↑  Adams, Keith (2008年9月20日). “Company timeline”. AROnline. 2009年3月30日閲覧。
4. 1 2 3  Alan Pilkington (1996). Transforming Rover, Renewal against the Odds, 1981-94. Bristol Academic Press, Bristol, pp.199, ISBN 0-9513762-3-3
5. 1 2 3 4  “1994: MPs condemn sale of Rover”. BBC News (BBC). (1994年2月1日) 2008年3月19日閲覧。
6. ↑  “1994: MPs condemn sale of Rover”. BBC News. (1994年2月1日)
7. ↑  “Altes vom Auto: Meldungen aus 125 Jahren:Tops und Flops (a summary of the highlights and lowlights of the first 125 years of motoring history)”. Auto Motor u. Sport Heft 4 2011:  Seite 16. (2011-01-27).
8. ↑  “Financial Times: The Wrong and Winding Road (an analysis of Rover's history)”. Financial Times. (2005-04-12).
9. ↑  “Financial Times: BMW agrees to sell Rover to SAIC”. Financial Times. (2005-04-12).
10. ↑  “Rover's Revenge”. BBC. (2000年5月15日) 2007年4月30日閲覧。